# Brother Phelps
Brother Phelps war ein aus den Sängern und Gitarristen Doug Phelps und Ricky Lee Phelps bestehendes Duo der Country-Musik.

## Karriere
1992 verließen die Brüder Doug und Ricky Lee Phelps nach musikalischen Richtungsstreitigkeiten die Kentucky Headhunters und schlossen sich zu einem Duo zusammen, das sie nach ihrem verstorbenen Vater, dem Prediger Brother Phelps, benannten. Ihr Ziel war, traditionelle Country-Musik zu spielen, an Stelle des Mix aus Rock, Country und Blues ihrer alten Band.
Im selben Jahr wurde mit dem Asylum-Label ein Schallplattenvertrag abgeschlossen. 1993 erschien ihr erstes Album Let Go. Der Titelsong erreichte zwar die Top-10, die nachfolgenden Singles konnten sich aber nur in den hinteren Bereichen der Country-Charts platzieren. Ihr zweites Album, Anyway The Wind Blows, wurde 1995 veröffentlicht. Es war deutlich rockiger und progressiver als das Vorgängeralbum, das auch einige traditionelle Titel enthielt. Die Verkaufszahlen blieben aber weiterhin schwach, und so kehrte Doug im selben Jahr zu den Kentucky Headhunters zurück, die ebenfalls eine längere Durststrecke erlebt hatten. Ricky Lee beendete seine musikalische Laufbahn.

## Diskografie
- 1993: Let Go
- 1995: Any Way The Wind Blows